# La Chrysalide et le Papillon d'or
La Chrysalide et le Papillon d'or er en fransk stumfilm fra 1901 af Georges Méliès.